# مسجد محمد بلقية
مسجد محمد بلقية يقع المسجد في كامبونج جالان موارا سيروسوب، على بعد حولي سبعة كيلومترات من مدينة بندر سري بكاوان عاصمة بروناي .

## البناء
تم بناء مسجد محمد بلقية في الأول من شهر فبراير من عام 1976، وقد بني على موقع مساحته الجمالية 6.28 فدان، واكتمل بناء المسجد في الحادي والثلاثين من شهر أغسطس من عام 1978، وقد بلغت مجموع نفقات بناء المسجد مبلغ وقدره 1,100،000.00 رينغت بروني .

## الافتتاح
افتتح مسجد محمد بلقية رسميا من قبل بادوكا سيري السلطان الحاج حسن البلقية سلطان بروناي دار السلام، في الثالث من شخر الله المحرم من عام 1400 هـ الموافق شهر نوفمبر تشرين الثاني من عام 1979 بالتزامن مع دخول القرن الخامس عشر الهجري، للمسجد قدرة استيعابية لحوالي 3,000 مصلي في وقت واحد، كما يحوي المسجد على العديد من التسهيلات، ومن بين التسهيلات المتاحة في المسجد قاعة متعددة الأغراض وبالإضافة لوجود عدد من المكتبات.

## وصلات خارجية
- موقع مسجد محمد بلقية على الخريطة
- ألبوم صور مسجد محمد بلقية